# Megaselia quadriseta
Megaselia quadriseta är en tvåvingeart som beskrevs av Schmitz 1918. Megaselia quadriseta ingår i släktet Megaselia och familjen puckelflugor. Arten är reproducerande i Sverige. Inga underarter finns listade i Catalogue of Life.